# Japu-preto
O japu-preto (Psarocolius decumanus) é uma ave que habita boa parte das matas da América do Sul. Tais aves chegam a medir até 45 cm de comprimento, possuindo plumagem negra com dorso posterior, uropígio e crisso vermelhos, e bico amarelado.
Também são conhecidas pelos nomes de fura-banana, japu-gamela, japu-preto, joão-congo, joncongo e rei-congo.